# Euxoa luteotincta
Euxoa luteotincta är en fjärilsart som beskrevs av Mcdunnough 1940. Euxoa luteotincta ingår i släktet Euxoa och familjen nattflyn. Inga underarter finns listade i Catalogue of Life.